# Tafana quelchi
Tafana quelchi är en spindelart som först beskrevs av Pocock 1895.  Tafana quelchi ingår i släktet Tafana och familjen spökspindlar.
Artens utbredningsområde är Venezuela. Inga underarter finns listade i Catalogue of Life.